# Menne Effleur
Dom Menne Effleur (Dinant, 3 februari 1705 - Orval, 9 juli 1764) was de 50e abt van de Abdij van Orval.
Hij werd geboren als Nicolas Effleur, zoon van Gilles Effleur en Claire Proudhomme. In 1727 trad hij in bij de cisterciënzers van Orval en hij nam de kloosternaam Menne aan, naar de heilige die in Orval werd begraven. In 1738 werd hij tot priester gewijd en op 10 september 1757 volgde hij dom Albert de Meuldre op als abt. Als abt kreeg hij af te rekenen met toenemende bemoeienissen van de regering. In 1759 liet hij door architect Laurent-Benoît Dewez plannen tekenen voor een grootse vernieuwing van de abdij. Het Oostenrijkse bestuur stelde de kloosters voor de keuze om de inkomsten ofwel te beleggen in staatsobligaties of te investeren ter plaatse. In 1761 werd de eerste steen van de nieuwe gebouwen gelegd. Effleur stierf onverwacht in zijn slaap en de werken werden verder gezet maar niet volledig gerealiseerd onder zijn opvolgers.
In het Koninklijk Museum voor Schone Kunsten te Brussel wordt een portret door een anoniem kunstenaar van de abt, met de bouwplannen voor de abdij, bewaard.

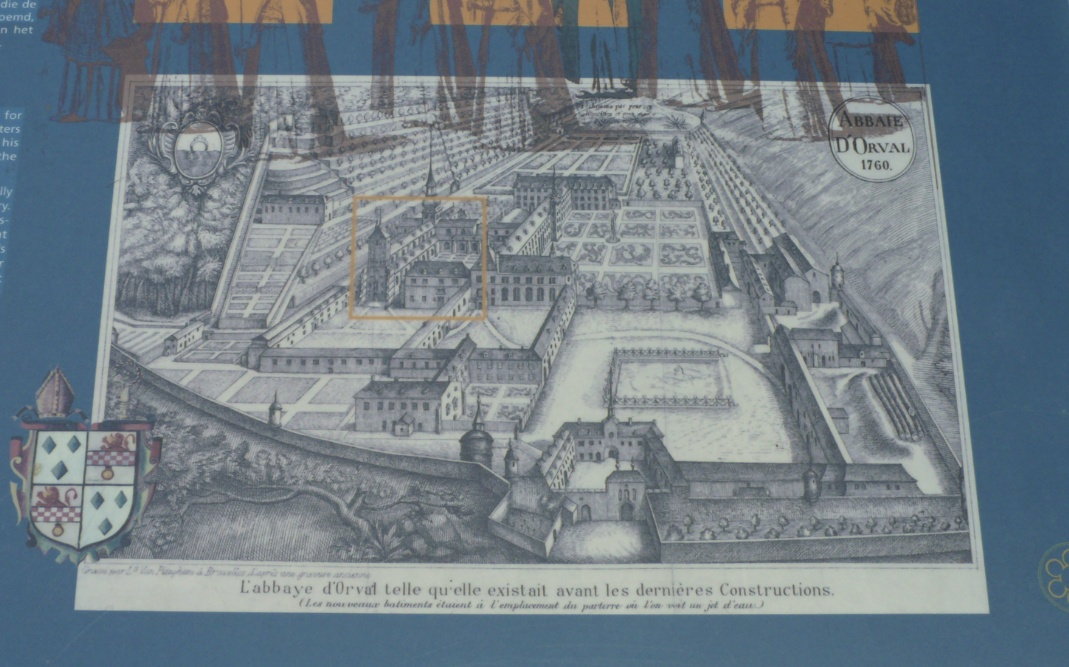
De abdij van Orval voor de bouwwerken begonnen in 1761